# Cannon Fodder
Cannon Fodder – wojenna gra komputerowa stworzona przez Sensible Software, będąca połączeniem gry zręcznościowej z elementami RTS.

## Rozgrywka
Cannon Fodder w bardzo humorystyczny sposób przedstawia obraz wojny. Gra toczy się na planszy niepodzielonej na pola, celem jest eliminacja przeciwników.
Ekran przed misją ukazuje wzgórze obsiane grobami żołnierzy poległych w akcji, a przed nim kolejkę ochotników do wojska (oni wkrótce wylądują na tym cmentarzu). Na górze znajduje się sportowy licznik (na początku wskazuje 0:0), który z biegiem czasu pokazuje poległych żołnierzy po przeciwnych stronach.
Szczegóły
- Gracz steruje oddziałem składającym się od 1 do 6 żołnierzy;
- Oddział może być podzielony na trzy grupy.
- Każdy żołnierz posiada karabin maszynowy z nieskończoną ilością amunicji
- W niektórych misjach dostępne są czołgi, samochody, działa, helikoptery.

## Produkcja
Gra pierwotnie powstała na Amigę, później została przeniesiona na pozostałe popularne wówczas platformy. Wydano dwie gry z tej serii, mimo że cieszyły się one dużym powodzeniem. 
Uznanie zdobyła także piosenka tytułowa z ironizującym tekstem: "War has never been so much fun / go to your brother / kill him with your gun / leave him lying in his uniform / dying in the sun".
Gra doczekała się wersji na telefony komórkowe.

## Kontrowersje wokół gry
Na tytułowym ekranie gry znajduje się mak, będący symbolem weteranów I wojny światowej, użyty też jako logo gry.
Brytyjska Legia Królewska (organizacja działająca na rzecz weteranów) sprzeciwiła się użyciu kwiatu maku w grze z uwagi na to, że może on wprowadzić kupujących grę w błąd, sugerując jakikolwiek związek gry z nimi. Wydawca usunął mak z pudełka, lecz pozostawił go na ekranie tytułowym. Późniejsze wersje gry miały otwierający ekran z napisem "Sensible Software nie jest związane z Brytyjską Legią Królewską".
W 1994 gra została zakazana w Niemczech za gloryfikowanie wojny jako dobrej zabawy.